# 費爾南·寇蒂
| 384 Burdigala | 1894年2月11日 | MPC |
| 387 Aquitania | 1894年3月5日  | MPC |

費爾南·寇蒂（法語：Fernand Courty，1862年6月11日—1921年10月12日）是一名法國天文學家。
他在喬治·拉葉於1880年成立波爾多天文台時加入該天文台，並擔任助理天文學家。1894年，他在波爾多發現了兩顆小行星，被小行星中心譽為小行星之父。他還進行了氣象觀測。

## 外部連結
- . Journal des Observateurs: 105 （法语）.  Obituary